# Volksdorf (stacja metra)
Volksdorf – stacja metra hamburskiego na linii U1. Stacja została otwarta 12 września 1918. 

## Położenie
Stacja Volksdorf znajduje się na zachód od równoległej Claus-Ferck-Straße w dzielnicy Volksdorf. Jest stacją rozjazdową dla dwóch odcinków linii U1. Linia rozgałęzia się tutaj z kierunku centrum miasta do Ohlstedt lub Großhansdorf. Stacja metra ma trzy tory i dwa perony na nasypie. Perony częściowo przykryte są halą peronową, na którą prowadzą schody z obu peronów.